# Fórmula de Rodrigues
En matemáticas, la  fórmula de Rodrigues (antes conocida como la fórmula de Ivory-Jacobi) es una fórmula para los polinomios de Legendre introducida por Olinde Rodrigues (1816), James Ivory (1824) y Carl Gustav Jacobi (1827). El nombre de fórmula de Rodrigues fue propuesto por Eduard Heine en 1878, después de que Hermite señalase en 1865 que Rodrigues fue el primero en descubrirlo. El término también se utiliza para describir fórmulas similares para otros polinomios ortogonales. Askey (2005) describe la historia de la fórmula de Rodrigues en detalle.

## Enunciado
Rodrigues definió su fórmula para polinomios de Legendre:{\displaystyle P_{n}}
{\displaystyle P_{n}(x)={1 \over 2^{n}n!}{d^{n} \over dx^{n}}\left[(x^{2}-1)^{n}\right].}
Los polinomios de Laguerre se escriben normalmente como L0, L1, ..., y mediante la fórmula de Rodrigues se pueden escribir:
{\displaystyle L_{n}(x)={\frac {e^{x}}{n!}}{\frac {d^{n}}{dx^{n}}}\left(e^{-x}x^{n}\right)={\frac {1}{n!}}\left({\frac {d}{dx}}-1\right)^{n}x^{n},}
La fórmula de Rodrigues para polinomios de Hermite nos da:
.{\displaystyle H_{n}(x)=(-1)^{n}e^{x^{2}}{\frac {d^{n}}{dx^{n}}}e^{-x^{2}}=\left(2x-{\frac {d}{dx}}\right)^{n}\cdot 1}
A fórmulas similares para otras secuencias de las funciones ortogonales que surgen de la Teoría de Sturm-Liouville, también puede aplicarse la fórmula de Rodrigues especialmente cuándo la secuencia resultante es polinómica.